# Seita
La Société d'exploitation industrielle des tabacs et allumettes, conocida principalmente con el acrónimo de Seita, fue un grupo empresarial francés del sector del tabaco.

## Historia
Esta antigua empresa fue fundada en 1926, bajo la presidencia de Raymond Poincaré y bajo el nombre de "Service Exploitation Industriel du Tabac" (SEIT), ligada a la "Caisse Autonome d'Amortissement". Retomó las atribuciones del monopolio del tabaco restablecido en 1811 por Napoleón I. En 1935, el servicio absorbe el monopolio de cerillas, explotado hasta entonces por una empresa nacional y convirtiéndose así en Seita. Desde entonces controló hasta 22 manufacturas de tabaco repartidas por todo el territorio nacional.
Las reformas de 1959 y 1961 le confirieron calidad de Établissement public à caractère industriel et commercial.
En 1995, la Seita es privatizada.
En 1999, la Seita se fusiona con la española Tabacalera, tomando el nombre de Altadis.